# Philippe Cuénoud

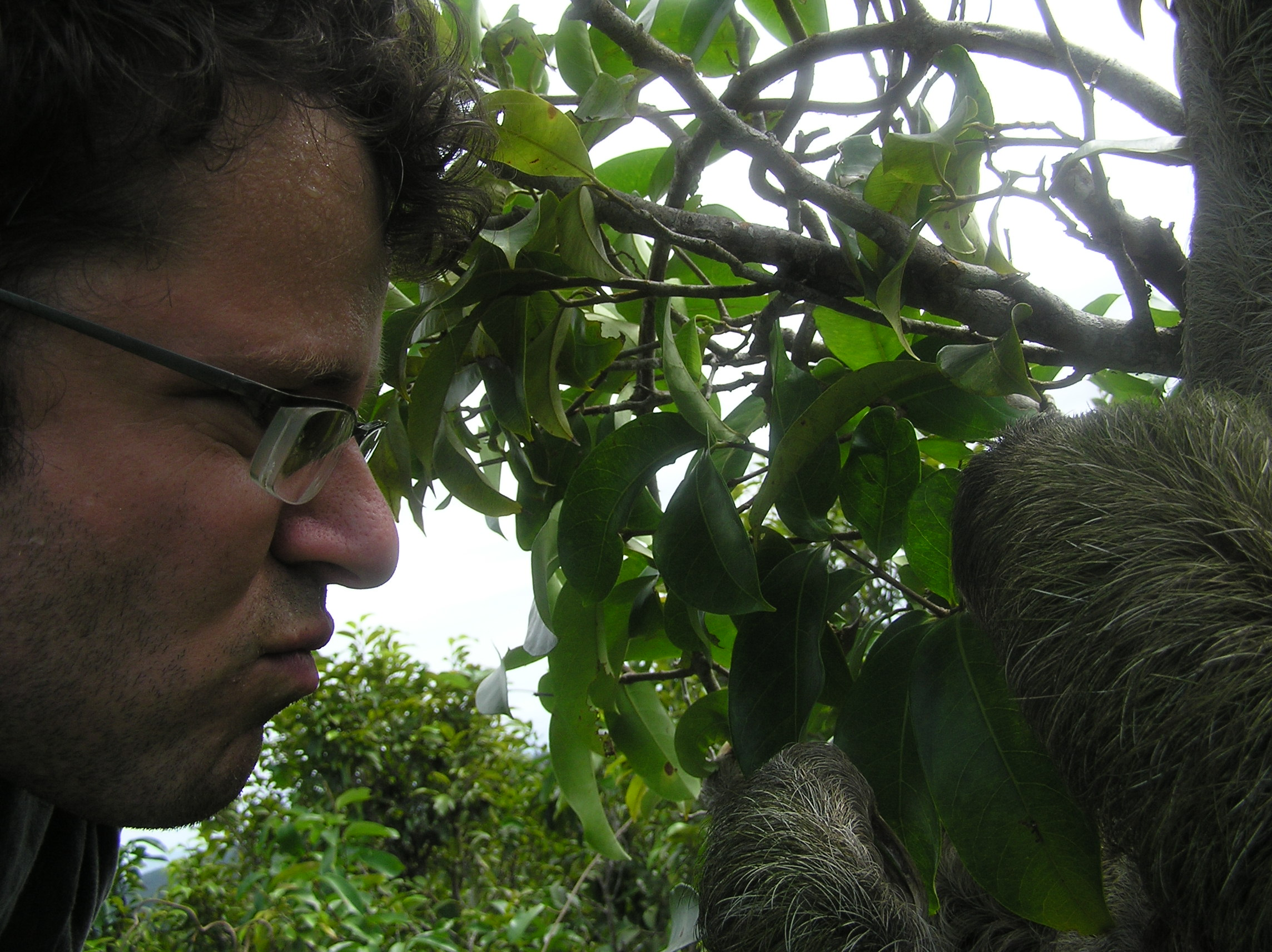
Philippe Cuénoud mit einem Dreifinger-Faultier in Panama

Philippe Cuénoud (* 1968) ist ein Schweizer Entomologe und Botaniker, der an Psokopteren aus der Schweiz und Papua-Neuguinea (von denen er zwei Arten der Gattung Novopsocus beschrieb) arbeitete, sowie – gemeinsam mit Mark W. Chase – an Pflanzenphylogenie.
Cuénoud war am Ibisca-Projekt („Investigating the Biodiversity of Soil and Canopy Arthropods“) beteiligt, unter der Leitung von Bruno Corbara, Maurice Leponce, Hector Barrios und Yves Basset (mit anfänglicher Unterstützung von Edward O. Wilson). Das lieferte neue Daten über die Artenvielfalt des San-Lorenzo-Regenwaldes an der Karibikküste von Panama (in einem Artikel des Ibisca-Teams, der auf dem Cover der Fachzeitschrift „Science“ zu sehen war, die Gesamtzahl der Arthropodenarten wurde auf etwa 25.000 geschätzt).